# Film (biologia)
Film (z ang. warstwa) – biomedyczne określenie cienkiej warstwy, np. płynu łzowego (film łzowy), komórek bakteryjnych czy grzybiczych (biofilm) itp.